# Ron Polonsky
Ron Polonsky (in ebraico רון פולונסקי‎?; Haifa, 28 marzo 2001) è un nuotatore israeliano.

## Carriera
È fratello di Lea Polonsky, anche lei nuotatrice. Si allena negli Stati Uniti presso l'Università di Stanford, in California. Nel 2021 ha partecipato alle Olimpiadi di Tokyo.
Agli europei di Belgrado del 2024 è salito sul gradino più alto del podio nella staffetta 4x100 metri misti mista, mentre ha conquistato la medaglia d'argento nei 200 metri misti.

## Palmarès
- Europei

Belgrado 2024: oro nella 4x100m misti mista, argento nei 200m misti.
- Europei U23

Dublino 2023: oro nei 200m misti, bronzo nella 4x100m misti mista.
- Europei giovanili

Kazan' 2019: argento nei 200m misti.
- EYOF

Győr 2017: argento nella 4x100m misti.